# Feltre
Feltre település Olaszországban, Veneto régióban, Belluno megyében. Lakosainak száma 20 369 fő (2023. január 1.). Feltre Cesiomaggiore, Fonzaso, Borgo Valbelluna, Mezzano, Quero Vas, Sovramonte, Pedavena és Seren del Grappa községekkel határos.

## Népesség
A település lakossága az elmúlt években az alábbi módon változott:
| Lakosok száma | 20 560 | 20 608 | 20 369 |
|               | 2007   | 2018   | 2023   |

## Testvérvárosai
Kiskunfélegyháza